# Nationale Bibliotheek van Polen

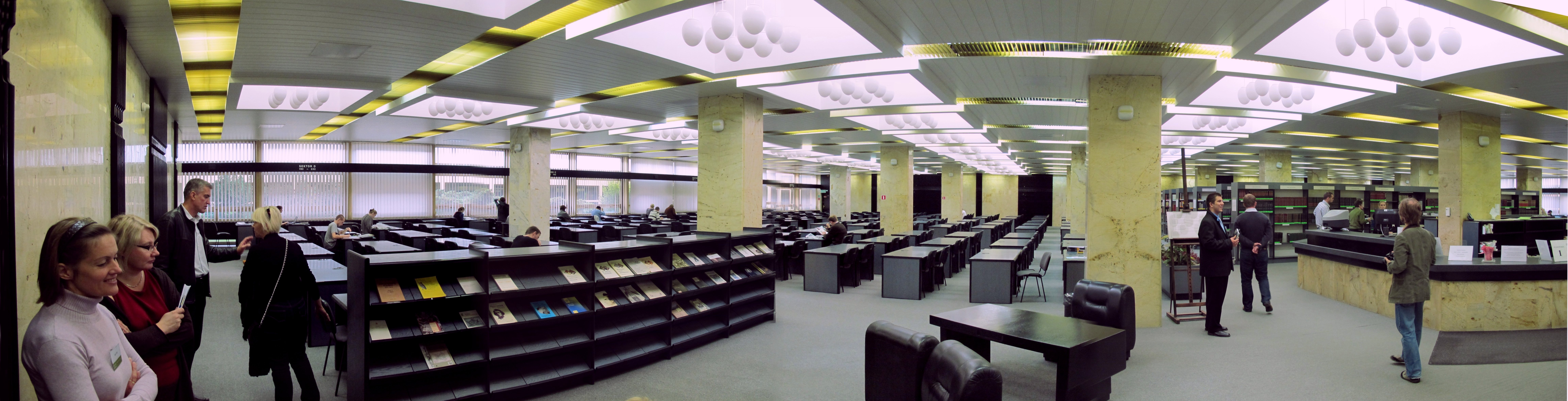
Leesruimte van het museum

De Nationale Bibliotheek van Polen (Pools: Biblioteka Narodowa) is de centrale bibliotheek van Polen en valt direct onder het Ministerie van Cultuur en Nationaal Erfgoed.
De bibliotheek verzamelt alle boeken, tijdschriften en publicaties verschenen op Pools grondgebied, evenals in het buitenland gepubliceerde boeken over Polen. Het is de belangrijkste geesteswetenschappelijk onderzoeksbibliotheek, het belangrijkste archief van Poolse geschriften en het centrum van bibliografische informatie over boeken. Ook speelt ze een belangrijke rol als onderzoeksfaciliteit en fungeert ze als een belangrijk methodologisch centrum voor andere Poolse bibliotheken.
De Nationale Bibliotheek ontvangt een exemplaar van elk in Polen gepubliceerd boek. 

## Geschiedenis
De Nationale Bibliotheek vindt haar oorsprong in de 18e eeuw, inclusief haar items uit de collecties van Jan III Sobieski, die werden verkregen via diens kleindochter Maria Karolina Sobieska, hertogin van Bouillon. Deze collectie werd later echter in beslag genomen door de troepen van de Russische tsarina Catharina II van Rusland in de nasleep van de Tweede Verdeling van Polen. De boeken werden naar Sint Petersburg gebracht, waar ze bij de collectie van de in 1795 opgerichte Keizerlijke Openbare Bibliotheek werden gevoegd. Delen van de collectie werden beschadigd of vernietigd tijdens het vervoer naar Rusland. Ook werden vele boeken gestolen.
Door deze gebeurtenissen was er, nadat Polen in 1918 zijn onafhankelijkheid herwon, geen centrale instelling in dit land om te dienen als nationale bibliotheek. Op 24 februari 1928 werd door het decreet van president Ignacy Mościcki de nationale bibliotheek opgericht in haar moderne vorm. Ze werd geopend in 1930 en herbergde aanvankelijk 200.000 volumes. De eerste directeur was Stefan Demby, die in 1934 werd opgevolgd door Stefan Vrtel-Wierczyński. De collecties van de bibliotheek werden snel uitgebreid. In 1932 doneerde president Mościcki alle boeken en manuscripten van het Wilanówpaleismuseum aan de bibliotheek, waaronder 40.000 volumes en 20.000 foto's uit de collectie van Stanisław Kostka Potocki.
Aanvankelijk ontbrak het de Nationale Bibliotheek aan ruimte. Daarom werden de verzamelingen ondergebracht op verschillende andere plaatsen. De belangrijkste leeszaal werd verplaatst naar het nieuwgebouwde bibliotheekgebouw van de Warsaw School of Economics. In 1935 werden er ook collecties ondergebracht in het Potockipaleis. Verder zou er een nieuw bibliotheekgebouw gebouwd worden in wat nu de Pole Mokotowskie, een groot park, is. De bouw werd echter gehinderd door het uitbreken van de Tweede Wereldoorlog.
Voor de Tweede Wereldoorlog bestond de collectie uit:
- 6,5 miljoen boeken en tijdschriften uit 19e en 20e eeuw
- 3000 oude afdrukken
- 2.200 incunabelen
- 52.000 manuscripten
- kaarten, pictogrammen en muziek

In 1940 veranderden de nazi-bezetters de Nationale Bibliotheek in de Gemeentelijke Bibliotheek van Warschau.
In 1944 werden de bijzondere collecties in brand gestoken door de nazibezetters als onderdeel van een repressie na de Opstand van Warschau. 80.000 oude afdrukken, waaronder onbetaalbare 16e- en 18e-eeuws Polonica, 26.000 manuscripten, 2.500 incunabelen, 100.000 tekeningen en gravures, 50000 stukken bladmuziek en theatermaterialen werden hierbij vernietigd. Er wordt geschat dat van de meer dan 6 miljoen volumes die de bibliotheek in 1939 bezat, er 3,6 miljoen tijdens de Tweede Wereldoorlog verloren zijn gegaan.

## Collecties
Vandaag de dag zijn de collecties van de Nationale Bibliotheek een van de grootste van het land. Onder de 7.900.000 volumes (2004) in de bibliotheek zijn er 160.000 volumes gedrukt voor 1801, meer dan 26.000 manuscripten (waaronder 6.887 muziekmanuscripten), meer dan 114.000 muziekprenten en 400.000 tekeningen. Tot de bibliotheekcollectie behoren ook foto's en andere iconografische documenten, meer dan 101.000 atlassen en kaarten, meer dan 2.000.000 efemeren, evenals meer dan 2.000.000 boeken en ongeveer 800.000 exemplaren van tijdschriften uit 19e tot 21e eeuw. Opmerkelijke items in de collectie zijn 151 bladzijden van de Codex Suprasliensis, die in 2007 werd opgenomen in het Memory of the World-programma van UNESCO voor haar supranationale en bovenregionale betekenis.

## Andere nationale bibliotheken
De Jagiellonische Bibliotheek is de enige andere bibliotheek in Polen met de status van nationale bibliotheek.